# Oguchi Uche
Oguchi Uche (Owerri, 19 settembre 1987) è un ex calciatore nigeriano, di ruolo centrocampista.

## Carriera

### Club
Ha giocato nella massima serie nigeriana.

### Nazionale
Tra il 2007 e il 2012 ha giocato tre partite con la nazionale nigeriana.

## Statistiche

### Cronologia presenze e reti in nazionale
| Cronologia completa delle presenze e delle reti in nazionale ― Nigeria | Cronologia completa delle presenze e delle reti in nazionale ― Nigeria | Cronologia completa delle presenze e delle reti in nazionale ― Nigeria | Cronologia completa delle presenze e delle reti in nazionale ― Nigeria | Cronologia completa delle presenze e delle reti in nazionale ― Nigeria | Cronologia completa delle presenze e delle reti in nazionale ― Nigeria | Cronologia completa delle presenze e delle reti in nazionale ― Nigeria | Cronologia completa delle presenze e delle reti in nazionale ― Nigeria |
| Data                                                                   | Città                                                                  | In casa                                                                | Risultato                                                              | Ospiti                                                                 | Competizione                                                           | Reti                                                                   | Note                                                                   |
| ---------------------------------------------------------------------- | ---------------------------------------------------------------------- | ---------------------------------------------------------------------- | ---------------------------------------------------------------------- | ---------------------------------------------------------------------- | ---------------------------------------------------------------------- | ---------------------------------------------------------------------- | ---------------------------------------------------------------------- |
| 27-5-2007                                                              | Kasarani                                                               | Kenya                                                                  | 0 – 1                                                                  | Nigeria                                                                | Amichevole                                                             | -                                                                      |                                                                        |
| 17-6-2007                                                              | Niamey                                                                 | Niger                                                                  | 1 – 3                                                                  | Nigeria                                                                | Qual. Coppa d'Africa 2008                                              | -                                                                      |                                                                        |
| 11-1-2012                                                              | Abuja                                                                  | Nigeria                                                                | 0 – 0                                                                  | Angola                                                                 | Amichevole                                                             | -                                                                      |                                                                        |
| Totale                                                                 |                                                                        | Presenze                                                               | 3                                                                      |                                                                        | Reti                                                                   | 0                                                                      |                                                                        |